# Сокурский сельсовет
Сокурский сельсовет — сельское поселение в Мошковском районе Новосибирской области Российской Федерации.
Административный центр — село Сокур.

## История
Статус и границы сельского поселения установлены Законом Новосибирской области от 2 июня 2004 года № 200-ОЗ «О статусе и границах муниципальных образований Новосибирской области»

## Население
| 2002  | 2010  | 2012  | 2013  | 2014  | 2015  | 2016  |
| ----- | ----- | ----- | ----- | ----- | ----- | ----- |
| 7897  | ↘7762 | ↗7924 | ↗8131 | ↗8366 | ↘8239 | ↗8461 |
| 2017  | 2018  | 2019  | 2020  | 2021  |       |       |
| ↗8712 | ↗8808 | ↘8680 | ↘8566 | ↘7755 |       |       |

## Состав сельского поселения
| № | Населённый пункт | Тип населённого пункта       | Население |
| - | ---------------- | ---------------------------- | --------- |
| 1 | Барлакский       | посёлок                      | ↘419      |
| 2 | Емельяновский    | посёлок                      | ↘446      |
| 3 | Кошево           | посёлок                      | ↘206      |
| 4 | Майский          | посёлок                      | ↘3        |
| 5 | Орск             | село                         | →176      |
| 6 | Смоленский       | посёлок                      | ↘715      |
| 7 | Сокур            | село, административный центр | ↘5696     |
| 8 | Ферма            | населённый пункт             | ↘19       |
| 9 | Шуринский        | посёлок                      | →8        |